# Stefan George
Stefan George (Büdesheim (avui part de Bingen), Estat Popular de Hesse 12 de juliol de 1868 - Minusio, 4 de desembre de 1933) va ser un poeta i traductor alemany.

## Biografia
George va nàixer a Büdesheim. Els seur pares eren originaris de Ruplingen a la Lorena, avui a França.
Els seus primers escrits daten de prop de 1890. George va fundar una important revista literària anomenada Blätter für Die Kunst, al voltant del qual va crear un cercle literari el Georgekreis, un grup de joves dotats i formosos.
Volia crear una elit que segons Josep Maria Quintana «havia de conduir Alemanya vers una vida millor, separant el que era bo i bell del materialisme contemporani». Dividia els poetes artistes en dues classes: els esperits originals (Urgeist) com ell i els éssers derivats, com el seu seguici al Kreis. Els esperits originals poden crear sense guia, mentrestants els altres no són autàrquics, depenen del contacte amb esperits originals i només poden rebre «el diví» en una forma derivada.
En la seva darrera obra Das neue Reich (‘L'imperi nou’) preconitza una reforma social jeràrquica basada en una nova aristocràcia espiritual. Per aquestes idees elitistes, el règim nazi va intentar accaparar el poeta i aprofitar la seva popularitat declarant George com a poeta nazi. Tanmateix, George aspirava un imperi purament espiritual i no volia la realització política d'un sistema jeràrquic i totalitari. Va rebutjar la presidència de l'Acadèmia de Poesia que el ministre de propaganada Joseph Goebbels (1897-1945) li va proposar i no va participar en la festa sumptuosa que els nazis van organitzar per al seu 65è aniversari.
Ja molt malalt, George va abandonar Alemanya i va anar a Suïssa, on va morir pocs mesos després de la Machtergreifung pel moviment hitlerià. George mateix va evitar-hi tota associació, i va morir a l'hospital de Locarno. Els nazis van nomenar George poeta nacional després de la seua mort.
Tot i que va exaltar la bellesa masculina i es va envoltar de joves efebs, no se'l pot considerar com un homosexual en el sentit modern del mot: «No es pot dir exactament que era un pioner del moviment gai; més aviat un estrateg no poc reeixit per a l'emancipació dels sentiments i les relacions entre homes». L'escriptor Rudolf Borchardt (1877-1945) que va formar part del Georgekreis, va ser molt crític i va descriure el cercle com una mena de secta de la qual va abusar per apaivagar els seus desitjos sexuals.

## Obra
La poesia de George està caracteritzada per un ethos aristocràtic i remot; els seus versos eren molt formals en estil, de to líric, i fins i tot arcans en el seu llenguatge. Es va deixar influir per les formes clàssiques gregues, front a l'onada realista en la literatura alemanya del seu temps. Considerant que l'objecte de la poesia era distanciar-se del món –va ser un fervent partidari de la idea de l'art per l'art, i va ser influït per Nietzsche– l'estil de George té moltes afinitats amb el simbolisme francès; va mantenir contacte amb molts dels seus representants, com ara Stéphane Mallarmé i a Paul Verlaine.
George va ser un important pont entre el segle xix i el modernisme alemany. Va experimentar amb diversos mètriques, puntuacions, fosques al·lusions i tipografia.
La col·lecció de poemes més recordada de George va ser titulada Algabal; el títol de la qual és una referència a l'emperador romà Heliogàbal. George també va ser un important traductor; va traduir Dante Alighieri, William Shakespeare i Charles Baudelaire a l'alemany.

## Influència
George va ser considerat pels seus contemporanis una espècie de profeta o de sacerdot, mentre que ell es considerava un messies d'un nou regne que seria dirigit per les elits intel·lectuals i artístiques, unides per la seua fidelitat a un líder més poderós. La seua poesia va posar èmfasi en el autosacrifici, l'heroisme i el poder. D'aquesta manera va obtenir popularitat entre la dreta política i els cercles nazis. Un grup d'escriptors que es van congregar al seu voltant van ser coneguts com els Georgekreis (el cercle de George).
Els crítics consideren que la seua obra té idees proto-feixistes i consideren que molts dels que van liderar la Resistència Alemanya contra els nazis van eixir dels seus seguidors, notablemnte els germans Stauffenberg que van ser presentats a George pel poeta i catedràtic Albrecht Von Blumenthal.

Fora dels Georgekreis hi havia Hugo Von Hofmannsthal, un dels més importants literats modernistes d'Àustria, que es va alliberar de la influència de George. A més hi ha alguns dels membres que van intentar assassinar Hitler en l'atemptat del 20 de juliol, incloent al mateix Claus von Stauffenberg. George hauria influït en Franz Kafka.
Moltes de les poesies de George van ser musicalitzades entre d'altres pels músics de la Segona Escola de Viena.
Jaume Bofill i Ferro i Marià Manent van traduir alguns poemes seus al català.

## Obres
- Hymnen (1890)
- Pilgerfahrten (1891)
- Algabal (1892)
- Schwarze Rappen (1893)
- Mein Garten (1894)
- Des Jahr der Seele (1897)
- Der Teppich des Lebens und Die Lieder von Traum und Tod (1900)
- Die Fibel (1901)
- Tage und Taten (1903)
- Der siebente Ring (1907)
- Der Stern des Bundes (1914)
- Der Krieg (1917)
- Drei Gesaenge: An Die Toten, Der Dichter in Zeiten der Wirren, Einem jungen Führer im ersten Weltkrieg (1921)
- Des neue Reich

### Traduccions
- George, Stefan; Manent, Marià «Wir schreiten auf und ab im reichen Flitter – Anem, venim en la claror i les ombres». Reduccions: revista de poesia, 27, 1985, pàg. 40-41.

### Música
- Webern, Anton. 5 Lieder nach Gedichten von Stefan George, Op.4 (en alemany), 1908-1909.

- Schönberg, Arnold. Quartet de corda núm.2: Litanei (3r moviment) i Entrückung (4t moviment), 1908-1909.